# Смисъл
Смисълът е вътрешното съдържание на нещо. Понятието за смисъл е философска и като цяло жизнена концепция, предполагаща наличието на вътрешно съдържание, цел и определеност в обективните явления, съдържание, което определя тяхното място спрямо заобикалящата ги реалност. То дава тяхната причинност. Така понятието за смисъл съвпада с понятието значение. Често се използва тяхната взаимозаменяемост като синоними. Макар смисълът да е по-генерално и общо понятие от значението.
Понятието смисъл има своите производни в разговорния език и във философията като най-устойчивото словосъчетание е „смисълът на живота“.